# Festspiele Reichenau

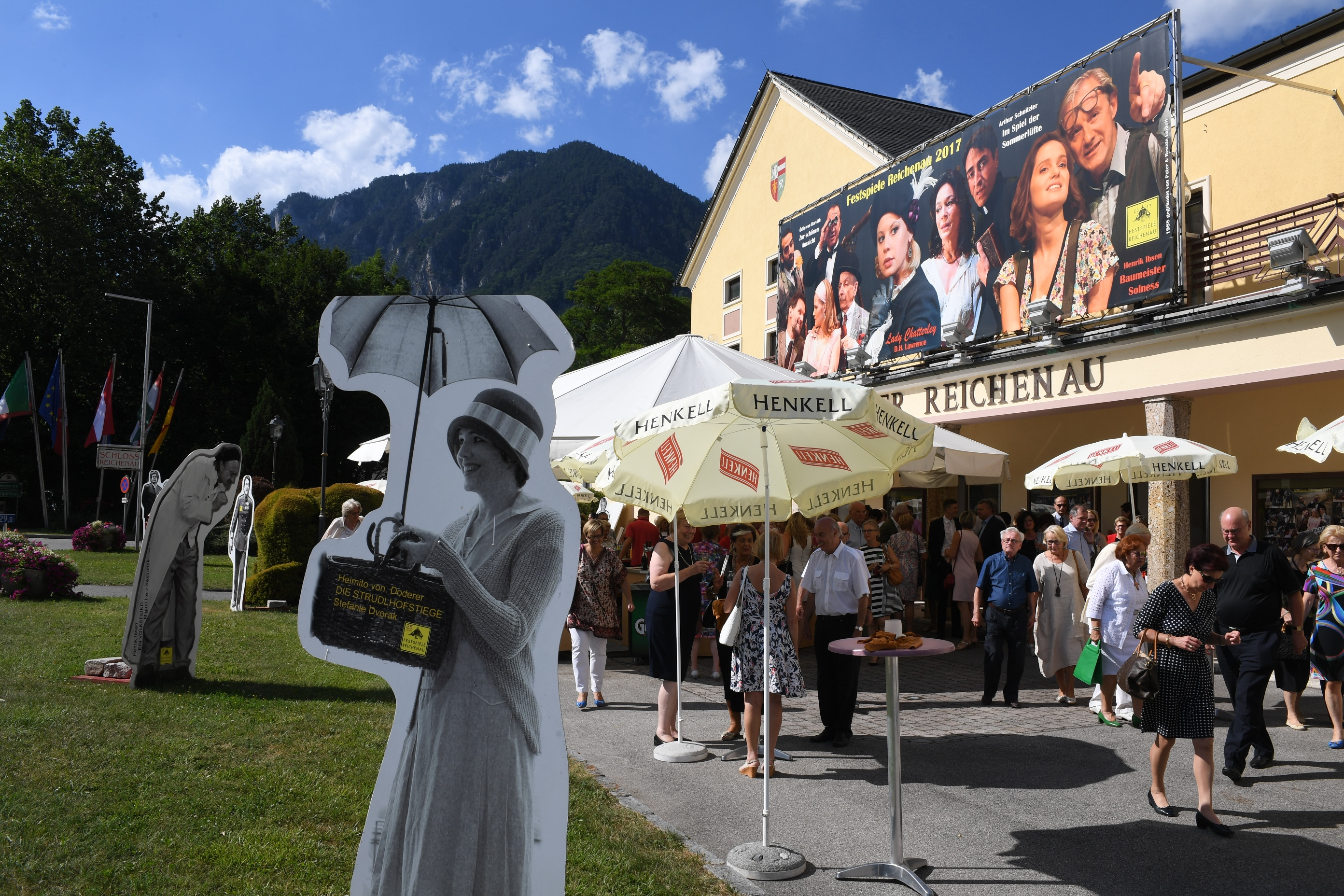
Theater Reichenau

Die Festspiele Reichenau sind ein Theater-Festival, das seit 1988 jeden Sommer im Kurort Reichenau an der Rax im Süden von Niederösterreich stattfindet.

## Beschreibung
Besonderes Merkmal war bis zum Betreiberwechsel im Jahr 2020 die programmatische Bezugnahme auf österreichische Dichter des 19. und 20. Jahrhunderts, wie Arthur Schnitzler, Stefan Zweig, Hugo von Hofmannsthal, Karl Kraus, Franz Werfel u. v. a., die hier in eigenen Wohnsitzen oder Hotels vor allem im Sommer ihren Aufenthalt hatten und hier auch gearbeitet hatten. Dies gilt auch für Johann Nestroy, der schon 1856 in Reichenau das Stück „Umsonst!“ geschrieben hatte.
Auffallend dabei waren hochkarätige Besetzungen der Theaterstücke mit namhaften Künstlern, besonders aus den großen Bühnen Wiens (Burgtheater, Theater in der Josefstadt).
Das Programm der Festspiele Reichenau umfasste jährlich mindestens vier Theaterstücke, Neuinszenierungen oder Auftragswerke, wie zum Beispiel neue Dramatisierungen von bekannten Prosawerken für die Bühne. Auch wurde das literarische Format „Literatur in Szene“ entwickelt. Musikalische Höhepunkte mit Rezitals berühmter Solisten runden das Festspielprogramm ab.
Ein dichter Spielplan bietet jährlich über 120 Vorstellungen für insgesamt rund 42.000 Besucher an. Hohe Kundennachfrage führt häufig zu lange vorab ausverkauften Vorstellungen.

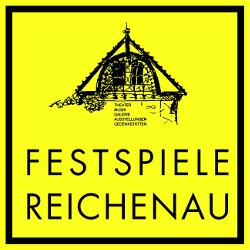
Logo der Festspiele Reichenau

## Geschichte

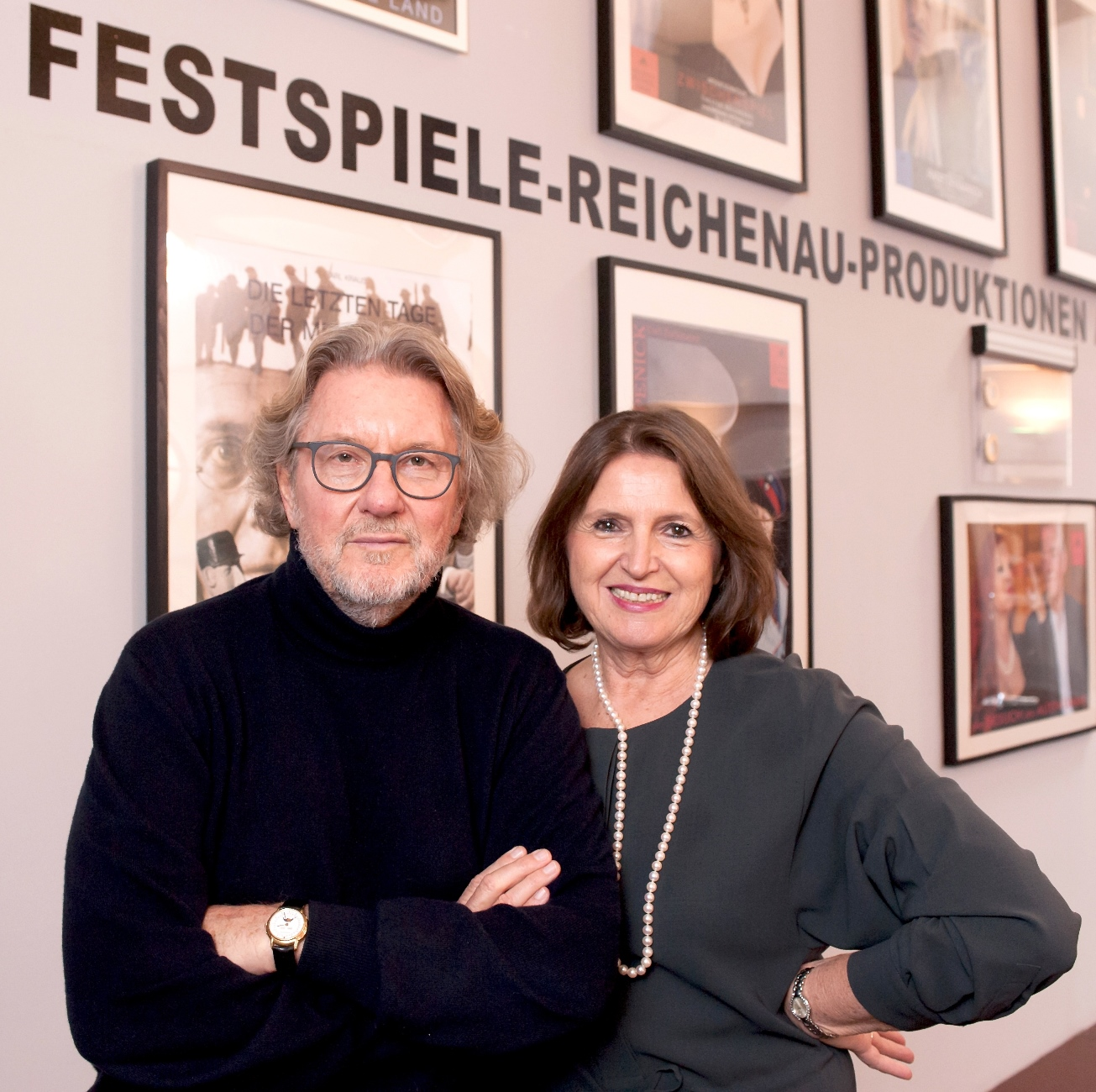
Peter und Renate Loidolt

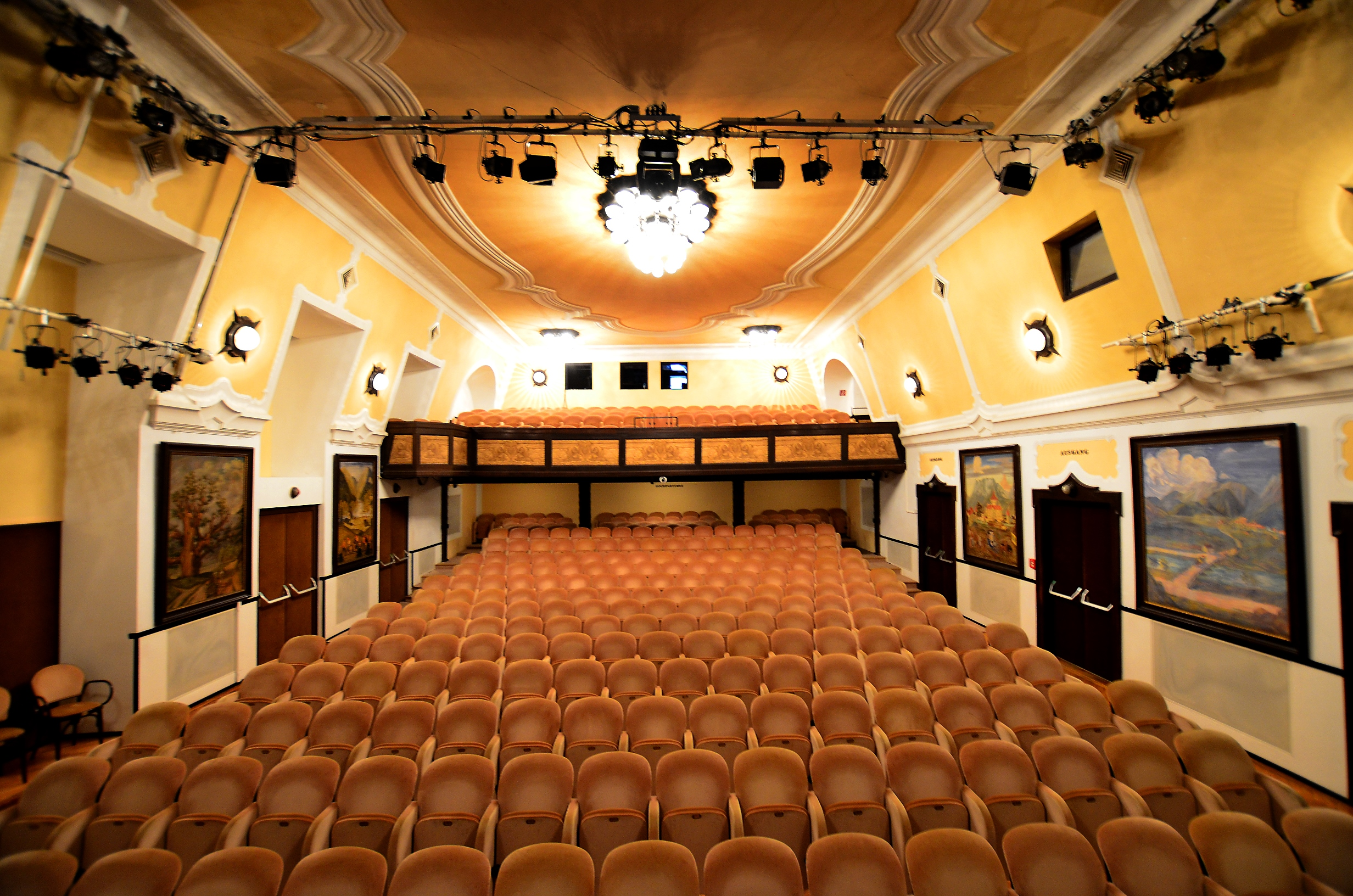
Der Große Saal

Der Wiener Sommergast Peter Loidolt begründete 1981 den Kulturverein Reichenau und in der Folge gemeinsam mit seiner Ehefrau Renate Loidolt im Jahr 1988 die Festspiele Reichenau in eigener Initiative. Das Gründerpaar erkannte die Chance, die dem vom damaligen Burgtheaterdirektor Claus Peymann gepflegten Regietheater deutscher Prägung distanziert gegenüberstehenden Publikumsschichten für ein Schauspielertheater mit betont österreichischer Note und heimischen Stars zu gewinnen. Mit Unterstützung des Landes Niederösterreich wurde ein Kultur-Pilotprojekt finanziert, das alte Theater in eine technisch funktionstüchtige Bühne umgebaut und in den Folgejahren laufend verbessert. Peter und Renate Loidolt leiteten die Festspiele als eigenständige Produzenten, sie erstellten jedes Jahr das Programm, die künstlerische Besetzung, geben Aufträge für neue Stücke und verwalteten den ständig anwachsenden Betrieb in allen künstlerischen, organisatorischen und finanziellen Facetten in Eigenverantwortung.
2020 und 2021 wurde die Veranstaltung aufgrund der COVID-19-Pandemie abgesagt.
Von Peter Loidolt stammten auch die Bühnenbilder der Theaterinszenierungen, Renate Loidolt war Geschäftsführerin der Festspiele Reichenau GmbH. und als Dramaturgin für die Festspiele Reichenau tätig.
Im Juli 2021 wurde Maria Happel als künstlerische Leiterin der Festspiele Reichenau vorgestellt.

## Spielstätten

### Theater Reichenau
Das Theater Reichenau wurde 1926 als „Theater- und Konzerthaus“ erbaut (Baumeister Alexander Seebacher, Architekt Heinrich Schopper); in der Folge als Tonkino genutzt, während der Kriegs- und Nachkriegszeit gab es fast einen Stillstand. Nach einer Periode von Gastspielen und Boulvard-Sommertheater erlebte das Haus erst durch die Festspiele Reichenau ab 1988 eine neue Blüte mit großen Renovierungen und Erweiterungen. Heute ist das Theater vollklimatisiert und fasst 377 Sitzplätze.
2021 wurde von der Gemeinde und der Niederösterreichischen Kulturwirtschaft (NöKu) die Theater Reichenau GmbH gegründet, wobei die Gemeinde 26 Prozent und die NöKu 74 Prozent der Anteile erhielt.

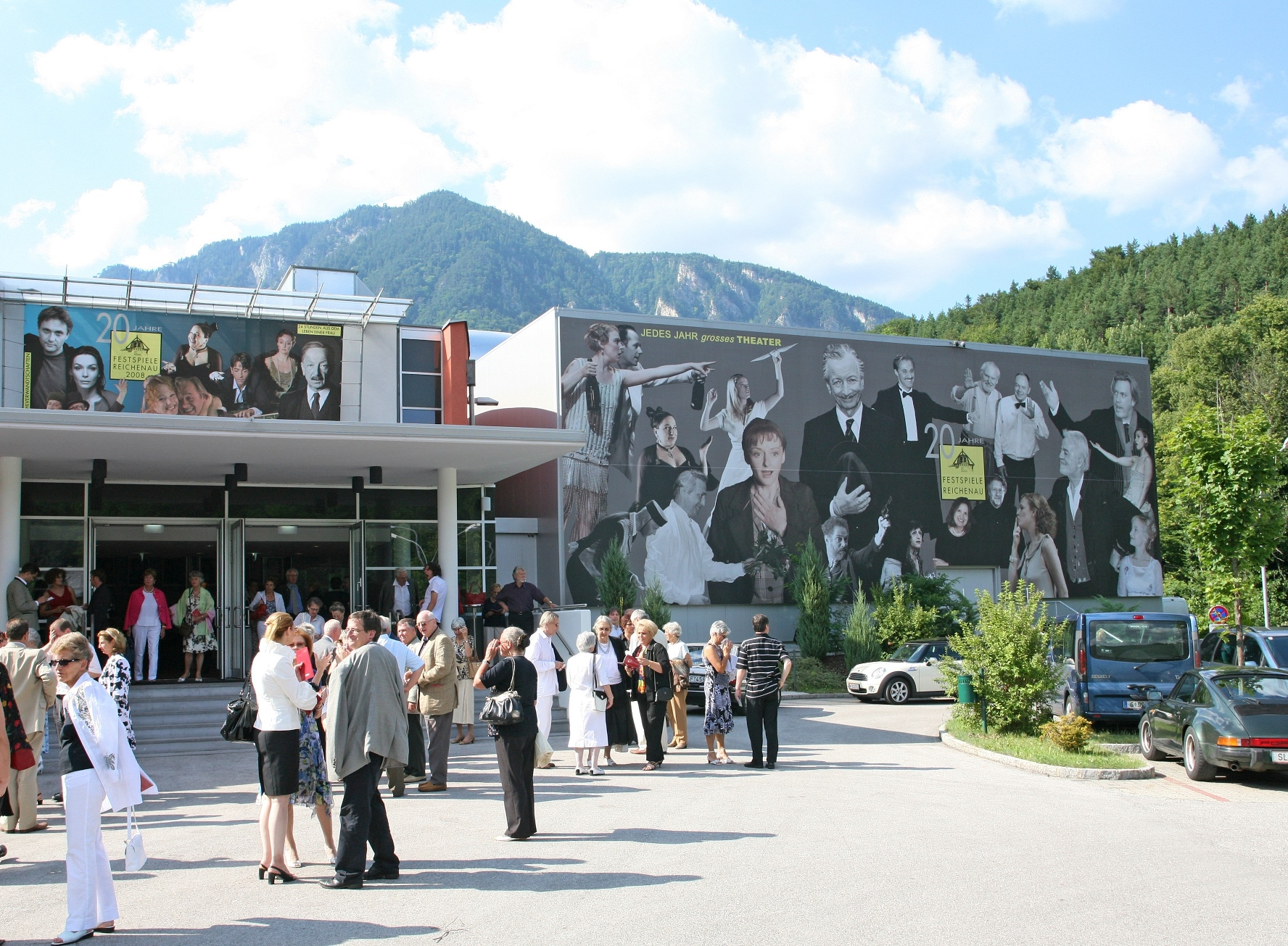
Der Neue Spielraum

### Der Neue Spielraum
Der „Neue Spielraum“ mit seiner zentralen, modernen Arenabühne wurde 2005 auf Initiative von Peter und Renate Loidolt an das bestehende Theater angebaut (Architekten Franz Fehringer und Eduard Neversal). So gibt es nun unter einem Dach zwei sehr unterschiedliche Bühnen, die zugleich bespielt werden können. Der neue Spielraum fasst 312 Sitzplätze und ist auch programmatisch der „Freigeist“ im jährlichen Spielplan, wo auch Autoren, die nicht in die traditionelle Programmlinie fallen, aufgeführt werden.

### Spielstätte Südbahnhotel Semmering (2000–2010)
Das „Südbahnhotel Semmering“, ein ehemaliges Grandhotel, war von 2000 bis 2010 eine Spielstätte der Festspiele Reichenau. Mit eigens angepassten Stücken und namhaften Künstlern entstand hier ein außergewöhnliches Theater-Event, das viel Aufmerksamkeit erweckte und Besucher aus dem In- und Ausland anzog.
Bemerkenswerte Stücke, die in direktem Bezug zu diesem Haus stehen: „Die letzten Tage der Menschheit“ von Karl Kraus; „Der Zauberberg“ von Thomas Mann; „Affäre Lina Loos“, „Das weite Land“ oder „Traumnovelle“ von Arthur Schnitzler; „Die Strudlhofstiege“ von Heimito von Doderer oder „Das Konzert“ von Hermann Bahr. Der private Eigentümer des Südbahnhotels beendete die Zusammenarbeit im Jahr 2010.

## Programmlinie

### Neue Dramatisierungen bekannter Prosawerke
Die Theaterpraxis der Dramatisierung von Romanen war zu Beginn im Jahr 2000 noch eine Rarität, wird jedoch heute von vielen Bühnen angewendet. Die Festspiele Reichenau waren unter den ersten, die diese Methode aufgriffen. So wurden die anfänglichen Programm-Schwerpunkte mit Stücken von Schnitzler, Werfel Hofmannsthal, Nestroy und Raimund ab dem Jahr 2000 ergänzt mit Bearbeitungen von bekannten Prosawerken für die Bühne. Auf diese Weise fanden Autoren wie Stefan Zweig (u. a. mit „Schachnovelle“), Joseph Roth („Radetzkymarsch“), Thomas Mann („Zauberberg“), Daniel Kehlmann („Ruhm“), Heimito von Doderer („Dämonen“) und viele andere Eingang in das Reichenauer Festspielprogramm.

### Erweiterung auf seelenverwandte internationale Dichter und Themen
Russische Autoren, wie Turgenjew, Tschechow und Gorki, waren seit 1998 regelmäßig auf dem Spielplan. Die ländliche Atmosphäre vieler Stücke („Onkel Wanja“, „Der Kirschgarten“, „Drei Schwestern“, „Ein Monat auf dem Lande“, „Sommergäste“ etc.) erhält für die Zuschauer in der thematisch ähnlichen Landschaft von Reichenau einen besonderen Reiz.
Ebenso fanden Werke von Ibsen seit 2010 Aufnahme in das Programm (z. B. „Der Volksfeind“, „Die Stützen der Gesellschaft“, „Baumeister Solness“).

### Weitere Schwerpunkte
Im Verlauf einer kontinuierlichen Entwicklung von 30 Jahren, wurden nicht nur weitere Autoren für markante Besetzungen und Inszenierungen aufgenommen (z. B. Dürrenmatt „Der Besuch der alten Dame“ mit Milva; Thomas Bernhard „Der Theatermacher“ mit Wolfgang Hübsch oder „Der Hauptmann von Köpenick“ mit Martin Schwab), sondern auch Nicolaus Hagg als regelmäßiger Haus-Autor verpflichtet. So entstanden neben Roman-Dramatisierungen (z. B. „Doderers Dämonen“) auch neue Stücke wie „Oberst Redl“ oder „1914 – Zwei Wege in den Untergang“.
Seit 2012 hat sich der jährliche Programm-Schwerpunkt „Frauenschicksale in der Weltliteratur“ als besonders nachgefragt erwiesen (jeweils höchste Besucherziffern der Saison für „Anna Karenina“, „Madame Bovary“, „Die Katze auf dem heißen Blechdach“, „Lady Chatterley“ u. a.). Dadurch kamen weitere internationale Autoren, vor allem auch aus dem anglikanischen Sprachraum nach Reichenau (Tennessee Williams, D. H. Lawrence).
Seit den letzten Jahren hat sich aus den „Literarischen Matinéen“ von Renate Loidolt mit ersten Schauspielern ein neues literarisches Format entwickelt, das durch freies Spiel und opulente Ausstattung weit über szenische Lesungen hinausgeht. Unter der neuen Bezeichnung „LITERATUR IN SZENE“ wird diese Serie als Matinée-Programm mit zahlreichen Vorstellungsterminen fortgesetzt (z. B. Stefan Zweig: Brennendes Geheimnis, Amok oder Joseph Roth: Das falsche Gewicht).

## Organisationsstruktur

### Der Kulturverein
Ausgangspunkt für die Festspiele war die Gründung des „Kulturverein Reichenau“ im Jahre 1981 durch Peter Loidolt, der fortan Obmann des Vereins war. Durch die Initiative von Generalsekretärin Renate Loidolt konnte ein Mitgliederstand von über 4.800 fördernden Mitgliedern aufgebaut werden. Diese wurden bei der Kartenvergabe bevorzugt. Die Beiträge und Spenden der Mitglieder waren die privat finanzierte Grundlage der Festspiele. Es gab keine weiteren Großsponsoren aus der Wirtschaft.

### Die Festspiele Reichenau GmbH
Die „Festspiele Reichenau GmbH“ wurde 1988 zur Durchführung der Festspiele gegründet. Alleingeschäftsführerin war Renate Loidolt, Peter Loidolt der künstlerische Leiter der Festspiele GmbH. Die GmbH erhielt eine jährliche Spielbetriebs-Subvention vom Land Niederösterreich, ebenso kamen öffentliche Mittel in geringerem Ausmaß von der Gemeinde Reichenau an der Rax und eine Autorenförderung vom Bundesministerium für Unterricht, Kunst und Kultur. Die Gemeinde Reichenau ist mit 20 % an der GmbH beteiligt, 5 % hält der Tourismusverband, 75 % der Kulturverein Reichenau. Die Eigenwirtschaftlichkeit der Festspiele Reichenau GmbH liegt stabil bei über 80 %.

### Publikationen und Filme
Im Eigenverlag erschien 1998 „Die erste Dekade“ und 2008 „Die zweite Dekade“. 2018 erschien im Styria-Verlag „So machen wir Theater“ – 30 Jahre Festspiele Reichenau, eine Dokumentation von Michaela Schlögl. Seit 2003 erscheint jährlich ein illustriertes Festspiel-Magazin „im spiel der sommerlüfte“ mit einer Auflage von 10.000 Exemplaren.
Anlässlich des 25-Jahr-Jubiläums drehte der ORF den Film „Die Theatermacher – 25 Jahre Festspiele Reichenau“, der am Nationalfeiertag 2012 in ORF 2 gesendet wurde. Am 30. September 2017 wurde auf ORF 2 die Reichenau-Inszenierung „Lady Chatterley“ ausgestrahlt.

## Wirtschaftliche Gebarung
Im Jänner 2021 veröffentlichte der Rechnungshof einen Rohbericht, in dem die wirtschaftliche Gebarung sowie die mangelnden Transparenz der Festspiele Reichenau aufgrund der dahinterliegenden Unternehmen kritisiert wurde. Der Rechnungshof sprach auch die Empfehlung aus, das Land Niederösterreich solle bereits geleistete Fördersummen rückfordern. Die Tageszeitung Kurier schrieb am 19. Januar 2021:

„Das Land NÖ sollte von einer weiteren Förderung an die Festspiele Reichenau GmbH absehen, weil die festgestellten Abläufe und Vertragsbeziehungen zwischen der Festspiele Reichenau GmbH und zwei weiteren Unternehmen sowie die Verwendung der Fördermittel durch die geförderte Festspiele Reichenau GmbH als vergaberechtswidrig, intransparent und unwirtschaftlich zu beurteilen waren sowie Interessenskonflikte aufgrund naher Verwandtschaftsverhältnisse in der festgestellten Unternehmenskonstruktion bislang ungelöst geblieben waren.“

Nach dem Rohbericht von Mitte Jänner wurde auch im Endbericht vom  7. Mai 2021 Kritik geübt: Die festgestellten Abläufe und Vertragsbeziehungen zwischen der Gesellschaft und zwei anderen Unternehmen sowie die Verwendung der Fördermittel seien als „vergaberechtswidrig, intransparent und unwirtschaftlich“ zu beurteilen. Der Rechnungshof empfahl, eine Förderung von 462.000 Euro aus dem Jahr 2017, wenn möglich, rückwirkend zurückzufordern. Das Land Niederösterreich war in dieser Richtung bereits nach dem Rohbericht tätig geworden.
Im Oktober 2021 teilte das Land Niederösterreich Renate und Peter Loidolt mit, dass von einer Subventionsrückforderung abgesehen werde.